# دیپ ریور (کنتیکت)
رودخانه عمیق (به انگلیسی: Deep River) یک منطقهٔ مسکونی در ایالات متحده آمریکا است که در شهرستان میدلسکس، کنتیکت واقع شده‌است. رودخانه عمیق ۳۶٫۸ کیلومتر مربع مساحت و ۴٬۶۲۹ نفر جمعیت دارد و ۴۰ متر بالاتر از سطح دریا واقع شده‌است.